# Ventforet Kōfu
Maillots
Actualités
Ventforet Kōfu (ヴァンフォーレ甲府) est un club japonais de football basé à Kōfu, capitale de la préfecture de Yamanashi. Le club évolue en J.League 2.

## Historique
Fondé en 1965 sous le nom de Kofu Soccer Club. En 1995, le nom de l'équipe a été changé en Ventforet Kofu, et en 1999, il a rejoint la J. League 2. Ventforet est une combinaison de « VENT » et de « FORET » français et est basé sur « Furinkazan », le drapeau du seigneur de guerre Takeda Shingen. L'emblème est conçu sur la base de la couleur bleue de l'équipe. La fleur de la préfecture de Yamanashi « cerise Fuji » est placée au sommet, et l'emblème de la famille Takeda Shingen, Takeda Ryo, est exprimé en rouge vin avec l'image de raisins. "VFK" au centre est l'abréviation du nom de l'équipe et signifie également "Vital Fighting Knights".
Depuis sa 1er monté en J.League 1 en 2005 le club enchaine les montés et les relégations entre la J.League 1 et la J.League 2. En 2022 après une saison en J.League 2 compliqué (18e à deux journées de la fin) le club fait un excellent parcours en coupe en gagnant sa toute première coupe de l'empereur au détriment du Sanfrecce Hiroshima (1-1 5-4 au t.a.b) et participe à sa toute première Ligue des champions de l'AFC.

## Palmarès
| Compétitions nationales | Compétitions internationales |
| - Coupe du Japon (1) - Vainqueur : 2022 - Supercoupe du Japon (0) - Finaliste : 2023 - Championnat du Japon de D2 (1) - Champion : 2012 - Vice-Champion : 2010 | - Néant                      |

## Joueurs et personnalités du club

### Entraîneurs
Le tableau suivant présente la liste des entraîneurs du club depuis 1972.
| Rang | Nom             | Période   |
| ---- | --------------- | --------- |
| 1    | Min Suzuki      | 1972      |
| 2    | Tsukasa Hosaka  | 1973-1977 |
| 3    | Tomotsugu Iwama | 1978      |
| 4    | Kazutaka Tahara | 1979-1987 |
| 5    | Mitsuru Shimizu | 1987-1989 |
| 6    | Michiya Shindo  | 1989-1990 |
| 7    | Haruo Unagiike  | 1990-1992 |

| Rang | Nom               | Période   |
| ---- | ----------------- | --------- |
| 8    | Kazutomo Fukazawa | 1992-1993 |
| 9    | Susumu Katsumata  | 1994      |
| 10   | Yuji Tsukada      | 1995-1998 |
| 11   | Susumu Katsumata  | 1999      |
| 12   | Yuji Tsukada      | 2000      |
| 13   | Luís dos Reis     | 2001      |
| 14   | Takeshi Oki       | 2002      |

| Rang | Nom              | Période   |
| ---- | ---------------- | --------- |
| 15   | Hideki Matsunaga | 2003-2004 |
| 16   | Takeshi Oki      | 2005-2007 |
| 17   | Takayoshi Amma   | 2008-2009 |
| 18   | Kazuo Uchida     | 2010      |
| 19   | Toshiya Miura    | 2011      |
| 20   | Satoru Sakuma    | 2011      |
| 21   | Hiroshi Jofuku   | 2012-2014 |

| Rang | Nom              | Période     |
| ---- | ---------------- | ----------- |
| 22   | Yasuhiro Higuchi | 2015        |
| 23   | Satoru Sakuma    | 2015-2016   |
| 24   | Tatsuya Yoshida  | 2017-2018   |
| 25   | Nobuhiro Ueno    | 2018-2019   |
| 26   | Akira Ito        | 2019-2022   |
| 27   | Tatsuya Yoshida  | depuis 2022 |

### Joueurs emblématiques

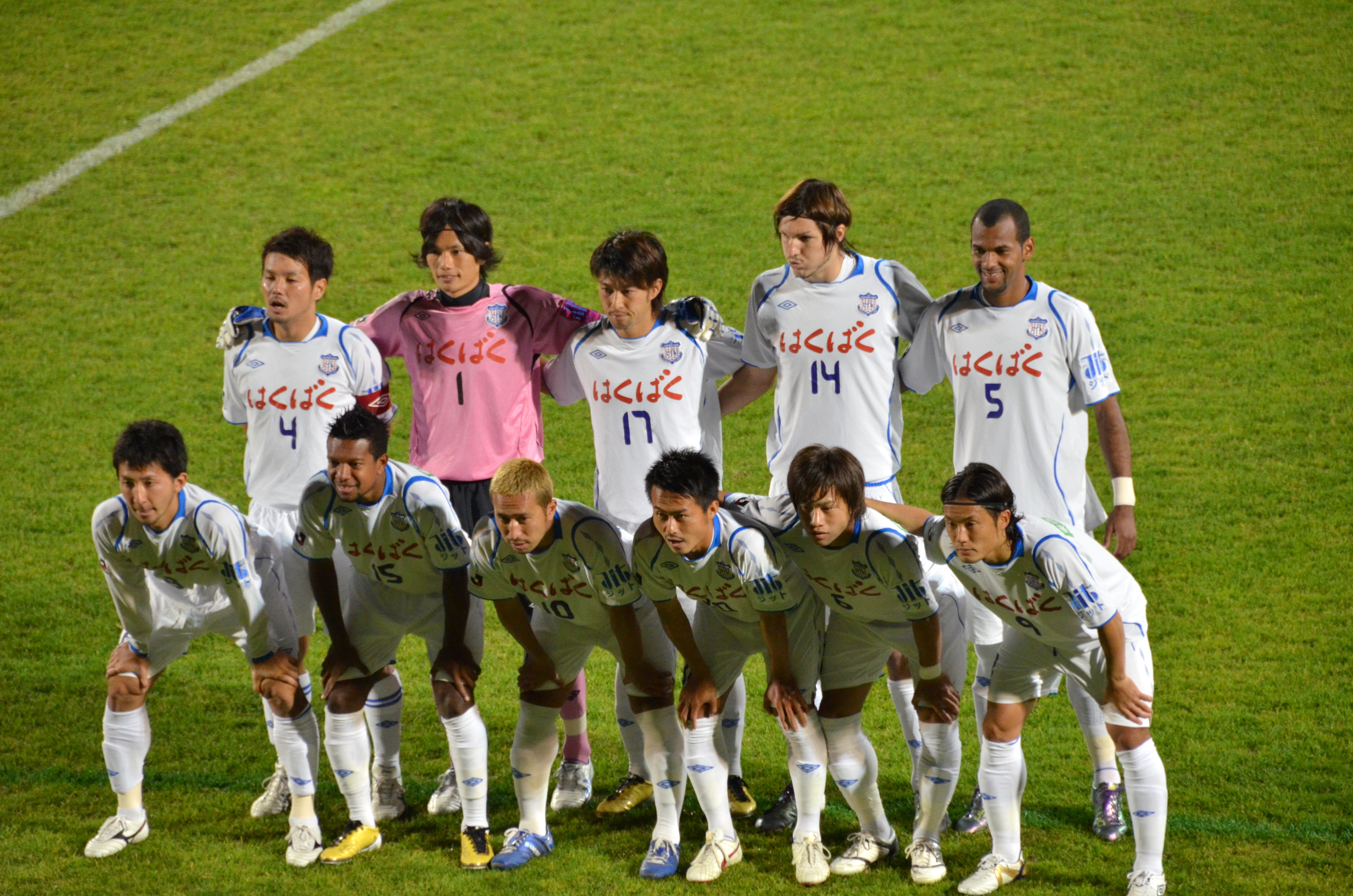
Ventforet Kofu en novembre 2010

- Mike Havenaar
- Irfan Bachdim
- Ovidiu Burcă
- Baron
- Daniel
- Maranhão
- Marquinhos Paraná
- Paulinho
- José Ortigoza

## Bilan saison par saison
Ce tableau présente les résultats par saison du Ventforet Kofu dans les diverses compétitions nationales et internationales depuis la saison 1999.
| Saison | Championnat | Championnat | Championnat | Championnat | Championnat | Championnat | Championnat | Championnat | Championnat | Championnat | Coupe du Japon      | Coupe de la Ligue | Coupe d'Asie        |
| Saison | Division    | Pos         | Pts         | J           | V           | N           | D           | BP          | BC          | Diff.       | Coupe du Japon      | Coupe de la Ligue | Coupe d'Asie        |
| ------ | ----------- | ----------- | ----------- | ----------- | ----------- | ----------- | ----------- | ----------- | ----------- | ----------- | ------------------- | ----------------- | ------------------- |
| 1999   | J2 League   | 10e         | 18          | 36          | 5           | 4           | 27          | 32          | 85          | -53         | 2e tour             | 1er tour          | -                   |
| 2000   | J2 League   | 11e         | 18          | 40          | 5           | 3           | 32          | 31          | 84          | -53         | 4e tour             | 1er tour          | -                   |
| 2001   | J2 League   | 12e         | 25          | 44          | 8           | 2           | 34          | 38          | 98          | -60         | 3e tour             | 1er tour          | -                   |
| 2002   | J2 League   | 7e          | 58          | 44          | 16          | 10          | 18          | 51          | 55          | -4          | 3e tour             | -                 | -                   |
| 2003   | J2 League   | 5e          | 69          | 44          | 19          | 12          | 13          | 58          | 46          | +12         | 3e tour             | -                 | -                   |
| 2004   | J2 League   | 7e          | 58          | 44          | 15          | 13          | 16          | 51          | 46          | +5          | 4e tour             | -                 | -                   |
| 2005   | J2 League   | 3e          | 69          | 44          | 19          | 12          | 13          | 78          | 64          | +14         | 4e tour             | -                 | -                   |
| 2006   | J1 League   | 15e         | 42          | 34          | 12          | 6           | 16          | 42          | 64          | -22         | Quarts de finale    | Phase de groupe   | -                   |
| 2007   | J1 League   | 17e         | 27          | 34          | 7           | 6           | 21          | 33          | 65          | -32         | 5e tour             | Quarts de finale  | -                   |
| 2008   | J2 League   | 7e          | 59          | 34          | 15          | 14          | 13          | 56          | 47          | +9          | 4e tour             | -                 | -                   |
| 2009   | J2 League   | 4e          | 97          | 51          | 28          | 13          | 10          | 76          | 46          | +30         | 4e tour             | -                 | -                   |
| 2010   | J2 League   | 2e          | 70          | 36          | 19          | 13          | 4           | 71          | 40          | +31         | 3e tour             | -                 | -                   |
| 2011   | J1 League   | 16e         | 33          | 34          | 9           | 6           | 19          | 42          | 63          | -21         | 3e tour             | 1er tour          | -                   |
| 2012   | J2 League   | 1er         | 86          | 42          | 24          | 14          | 4           | 63          | 35          | +28         | 2e tour             | -                 | -                   |
| 2013   | J1 League   | 15e         | 37          | 34          | 8           | 13          | 13          | 30          | 41          | -11         | Quarts de finale    | Phase de groupe   | -                   |
| 2014   | J1 League   | 13e         | 41          | 34          | 9           | 14          | 11          | 27          | 31          | -4          | Huitièmes de finale | Phase de groupe   | -                   |
| 2015   | J1 League   | 13e         | 37          | 34          | 10          | 7           | 17          | 26          | 43          | -17         | 4e tour             | Phase de groupe   | -                   |
| 2016   | J1 League   | 14e         | 31          | 34          | 7           | 10          | 17          | 32          | 58          | -26         | 2e tour             | Phase de groupe   | -                   |
| 2017   | J1 League   | 16e         | 32          | 34          | 7           | 11          | 16          | 23          | 39          | -16         | 2e tour             | Phase de groupe   | -                   |
| 2018   | J2 League   | 9e          | 59          | 42          | 16          | 11          | 15          | 58          | 46          | +12         | Quarts de finale    | Phase de groupe   | -                   |
| 2019   | J2 League   | 5e          | 71          | 42          | 20          | 11          | 11          | 64          | 40          | +24         | Quarts de finale    | -                 | -                   |
| 2020   | J2 League   | 4e          | 65          | 42          | 16          | 17          | 9           | 50          | 41          | +9          | -                   | -                 | -                   |
| 2021   | J2 League   | 3e          | 80          | 42          | 23          | 11          | 8           | 65          | 38          | +27         | 2e tour             | -                 | -                   |
| 2022   | J2 League   | 18e         | 48          | 42          | 11          | 15          | 16          | 47          | 54          | -7          | Vainqueur           | -                 | -                   |
| 2023   | J2 League   | 8e          | 64          | 42          | 18          | 10          | 14          | 60          | 50          | +10         | 4e tour             | -                 | Huitièmes de finale |
| 2024   | J2 League   | 14e         | 45          | 38          | 12          | 9           | 17          | 54          | 57          | -3          | 4e tour             | Quarts de finale  | -                   |
| Saison | Division    | Pos         | Pts         | J           | V           | N           | D           | BP          | BC          | Diff.       | Coupe du Japon      | Coupe de la Ligue | Coupe d'Asie        |
| Saison | Championnat |             |             |             |             |             |             |             |             |             | Coupe du Japon      | Coupe de la Ligue | Coupe d'Asie        |